# Trường Đại học Đông Los Angeles
Trường Đại học Đông Los Angeles (tiếng Anh: East Los Angeles College, viết tắt ELAC) là một trường đại học cộng đồng nằm tại khu vực ngoại ô Monterey Park ở Los Angeles, tiểu bang California, Hoa Kỳ. ELAC phục vụ 14 cộng đồng dân cư. Với tổng số 34.697 sinh viên theo học, ELAC là cơ sở lớn nhất của Học khu Trường Đại học Cộng đồng Los Angeles (Los Angeles Community College District). 
ELAC là trường đại học hệ hai năm, cấp bằng associate ("cao đẳng") trong hơn 25 lĩnh vực; có những chương trình đào tạo nghề và những khóa học nhắm giúp sinh viên chuẩn bị để vào học trong các cơ sở của hệ thống Viện Đại học California và Viện Đại học California State..

## Được công nhận
Trường Đại học Đông Los Angeles được công nhận bởi tổ chức Accrediting Commission for Community and Junior College (ACCJ).